# 小行星22632
小行星22632（22632 DiNovis）是一颗绕太阳运转的小行星，为主小行星带小行星。该小行星于1998年5月22日发现。

## 轨道参数
小行星22632的轨道半长轴为2.3318449 UA，离心率为0.150。